# Marc Leprévost
Marc Jules Antoine Leprévost, né le 8 juillet 1822 dans l'ancien 6e arrondissement de Paris et mort le 1er septembre 1882 dans le 9e arrondissement de Paris, est un auteur dramatique et écrivain français.

## Biographie
Metteur en scène et régisseur de Théâtre de l'Athénée (1868), ses pièces ont été représentées sur les plus grandes scènes parisiennes du XIXe siècle : Théâtre des Folies-Dramatiques, Théâtre Déjazet, Théâtre des Variétés, Théâtre Français, Théâtre du Vaudeville, etc.

## Œuvres
- La Nièce du pédicure, folie-vaudeville en 1 acte, avec Pierre Tournemine, 1843
- Les Amours d'une rose, ou Hannetons, Fleurs et Papillons, vaudeville-fantastique en 3 actes, avec Eugène Cormon et Eugène Grangé, 1846
- La Reine Argot, parodie de La Reine Margot d'Alexandre Dumas, en 3 actes, 7 tableaux et en vers, avec Lubize et Guénée, 1847
- 23 et 24 février ou le Réveil du peuple, tableau patriotique en 1 acte fait entre 2 barricades, avec Adolphe Guénée et Auguste Jouhaud, 1848
- La Gironde et la Montagne, drame historique, en 5 actes, 9 tableaux, 1848
- Rhum, à-propos mêlé de couplets, avec Clairville et Guénée, 1849
- Adrienne Lacouvreuse, parodie-vaudeville en 3 actes, 1849
- Blondette, drame rustique, mêlé de chant, en 3 actes, avec Charles Delorme, 1851
- Truc, trac, troc, revue de 1851 en 3 actes et 6 tableaux, avec Lambert-Thiboust, 1851
- Ah ! vous dirai-je, maman, vaudeville en 1 acte, 1853
- La Comète à Bruxelles, revue féerie en sept tableaux dont un prologue et un entracte, 1854
- Le Sorcier de Liège ou l'Âme de la terre, féerie en cinq actes, avec Léopold Stapleaux, 1854
- La Comète à Bruxelles, revue féerie en sept tableaux dont un prologue et un entracte, avec Stapleaux, 1854
- Les Vrais Parisiens de la décadence, 2 vol, 1856
- Bruxelles revu, corrigé et exposé, grande actualité locale en 5 actes et 8 tableaux dont un entracte, 1856
- Un portier qui se dérange, 1856
- Les Bohémiens de Bruxelles, pièce en 5 actes et 7 tableaux, 1857
- Les Cœurs d'or, 1857
- Gare la dessous !! ou Bruxelles en 1857, féerie en trois actes et 11 tableaux, 1857
- Il Signor Pulcinella, fantaisie napolitaine en 5 parties, avec Beauvallet, 1857
- Tout Bruxelles y passera et la province aussi, revue féerie en 5 actes et 26 tableaux, 1857
- Le Robert-Macaire des Marionnettes, légende napolitaine en 5 parties, avec Léon Beauvallet, 1859
- Le Porte-drapeau d'Austerlitz, drame en 1 acte, mêlé de chant, avec Guénée, 1860
- Schaerbeek à l'envers, revue d'été en quatre tableaux, 1862
- Bruxelles toqué, almanach comique... pour l'année 1864, revue des hommes et des choses de 1863, 1864
- Elle sera fine, parodie de la pièce de Victorien Sardou, 1866
- Les Travailleuses de la mer et les Travailleuses de l'amour, opérette en 2 actes, 1867
- Paul, faut rester !, parodie en vers, en prose et en couplets, avec Paul Siraudin et Victor Robillard, 1868
- Faut du Faust, pas trop n'en faut, 1869
- La Suite à demain, invraisemblance en 1 acte, 1869
- Tout Paris à Suez, fantaisie égyptienne en 1 acte et 2 tableaux, 1869
- Patrie, édition du soir, parodie en 4 tableaux, avec Alexandre Flan, 1869
- Bruxelles qui rit, revue-féerie en 5 actes et 18 tableaux, avec Beauvallet, 1870
- Paris seul au monde, revue historique du siège de Paris en 5 actes et 11 tableaux, 1871
- Hou ! Hou ! ! Hou !!! revue belge drolatico-politico des hommes et des choses de l'an de disgrâce 1871, en 4 actes et 6 tableaux, 1872
- Un joli feuilleton ou la Suite à demain, excentricité en 1 acte, 1872
- Tata chez Toto, opérette en 1 acte, musique de Frédéric Wachs, 1874
- Le Tatoué des Folies Bergère, complainte biographique, 1874
- Les Sphinx, opérette, 1879
- Tout Montmartre est invité, revue en 3 actes, 1880
- La Moissonneuse d'Aigues-Vives, comédie en 1 acte, 1880
- Le Grand Prix de Paris, divertissement, avec Louis Desormes, 1882